# جان هاچ (بازیکن بسکتبال، زاده ۱۹۴۷)
جان هاچ (اسپانیایی: John Hatch‎؛ زادهٔ ۴ ژانویهٔ ۱۹۴۷) بازیکن بسکتبال اهل مکزیک بود. وی در بازی‌های المپیک تابستانی ۱۹۶۸ شرکت کرده‌است.